# Poslední mahaut
Poslední mahaut (The Last Mahout) je australský přírodopisný dokument z roku 2008. Sleduje thajského mahauta, slona, kterému thajský lid chová velikou úctu. Dále sleduje, proč tito tvorové mizí. Film režíroval David Adams společně s Andrewem Sawem.